# Windows通訊基礎
Windows通訊基礎（英語：Windows Communication Foundation, WCF）是由微軟發展的一組資料通訊的應用程式開發介面，它是.NET框架的一部分，由.NET Framework 3.0开始引入，與Windows Presentation Foundation及  Windows Workflow Foundation並列為新一代Windows作業系統以及WinFX的三個重大應用程式開發類別庫。
在.NET Framework 2.0以及前版本中，微軟發展了Web Service（SOAP with HTTP communication），.NET Remoting（TCP/HTTP/Pipeline communication）以及基礎的Winsock等通訊支援，由於各個通訊方法的設計方法不同，而且彼此之間也有相互的重疊性（例如.NET Remoting可以開發SOAP, HTTP通訊），對於開發人員來說，不同的選擇會有不同的程式設計模型，而且必須要重新學習，讓開發人員在使用时有許多不便。同時，服務導向架構（Service-Oriented Architecture）也開始盛行於軟體工業中，因此微軟重新檢視了這些通訊方法，並設計了一個統一的程式開發模型，對於資料通訊提供了最基本最有彈性的支援，這就是Windows Communication Foundation。

## 概念
WCF由於集合了幾乎由.NET Framework所提供的通訊方法，因此學習曲線比較陡峭，開發人員必須要針對各個部份的內涵做深入的了解，才能夠操控WCF來開發應用程式。
- 通訊雙方的溝通方式，由合約 (Contract)來訂定。
- 通訊雙方所遵循的通訊方法 (communication protocol)，由協定繫結 (Binding)來訂定。
- 通訊期間的安全性，由雙方約定的安全性層次來訂定。

### 合約（Contract）
WCF的基本概念是以合約（Contract）來定義雙方溝通的協定，合約必須要以介面的方式來呈現，而實際的服務程式碼必須要由這些合約介面衍生並實作。合約分成了四種：
1. 資料合約（Data Contract），訂定雙方溝通時的資料格式。
2. 服務合約（Service Contract），訂定服務的定義。
3. 營運合約（Operation Contract），訂定服務提供的方法。
4. 訊息合約（Message Contract），訂定在通訊期間覆寫訊息內容的規範。

一個WCF中的合約，就如同下列程式碼所示：
```
using
 
System
;

using
 
System.ServiceModel
;

namespace
 
Microsoft.ServiceModel.Samples

{

  
[ServiceContract(Namespace = "http://Microsoft.ServiceModel.Samples")]
 
// 服務合約

  
public
 
interface
 
ICalculator

  
{

    
[OperationContract]
 
// 營運合約

    
double
 
Add
（
double
 
n1
,
 
double
 
n2
）
;

    
[OperationContract]
 
// 營運合約

    
double
 
Subtract
（
double
 
n1
,
 
double
 
n2
）
;

    
[OperationContract]
 
// 營運合約

    
double
 
Multiply
（
double
 
n1
,
 
double
 
n2
）
;

    
[OperationContract]
 
// 營運合約

    
double
 
Divide
（
double
 
n1
,
 
double
 
n2
）
;

  
}

}

```

### 協定繫結（Binding）
由於WCF支援了HTTP、TCP、命名管道、MSMQ、Peer-To-Peer TCP等協定，而HTTP又分為基本HTTP支援（BasicHttpBinding）以及WS-HTTP支援（WsHttpBinding），而TCP亦支援NetTcpBinding，NetPeerTcpBinding等通訊方式，因此，雙方必須要統一通訊的協定，並且也要在編碼以及格式上要有所一致。
一個設定通訊協定繫結的範例如下：
```
<?xml version="1.0" encoding="utf-8" ?>

<configuration>

  
<system.serviceModel>

    
<!-- 設定服務繫結的資訊 -->

    
<services>

      
<service
 
name=
" CalculatorService"
 
>

        
<endpoint
 
address=
""
 
binding=
"wsHttpBinding"
 
bindingConfiguration=
"Binding1"

            
contract=
"ICalculator"
 
/>

      
</service>

    
</services>

    
<!-- 設定通訊協定繫結的資訊 -->

    
<bindings>

      
<wsHttpBinding>

        
<binding
 
name=
"Binding1"
>

        
</binding>

      
</wsHttpBinding>

   
</bindings>

  
</system.serviceModel>

</configuration>

```

雖然WCF也可以使用SOAP做通訊格式，但它和以往的ASP.NET XML Web Services不同，因此有部份技術文章中，會將ASP.NET的XML Web Services稱為ASMX Service。
WCF的服務可以掛載於Console Application，Windows Application，IIS（ASP.NET）Application，Windows Service以及Windows Activation Services中，但大多都會掛在Windows Service。

### 安全性層次
WCF實作上已經支援了傳輸層次安全性（Transport-level security）以及訊息層次安全性（Message-level security）兩種。
- 傳輸層次安全性：在資料傳輸時期加密，例如SSL。
- 訊息層次安全性：在資料處理時就加密，例如使用數位簽章，雜湊或是使用金鑰加密法等。

## 用戶端
對於WCF的用戶端來說，WCF服務就像是一個Web Service一樣，在Visual Studio 2008中，所有WCF服務的連接都是由用戶端的WCF Service Proxy來執行，開發人員不用花費太多心思在通訊上，而WCF Service Proxy在Visual Studio中被稱為服務參考（Service Reference）。
在Visual Studio中加入WCF的服務參考時，Visual Studio會自動幫開發人員做掉一些必要工作（例如組態建立以及產生Service Proxy等），開發人員只需要在程式碼中取用WCF Service Proxy物件即可。